# Judeogrčki jezik
Judeogrčki jezik (ISO 639-3: yej), jedan od šest helenskih jezika kojim danas govori tek nekoliko desetaka pripadnika Grčkih Židova, i to poglavito na području Izraela (35), te nešto starijih osoba u Turskoj i SAD-u. Judeogrčki pripada atičkoj skupini helenskih jezika a razvijao se na području Grčke nekih 2000 godina. 
Govornici ovog jezika bili su nekada poznati su i kao Romanioti (Ρωμανιώτες, Rōmaniōtes), a njihov jezik zove se još i jevanski ili romaniotski.

## Vanjske poveznice
- Ethnologue (14th)
- Ethnologue (15th)